# Реакция Крапчо
Реакция Крапчо — химическая реакция, используемая для декарбоксилирования сложных эфиров. Реакция применима к эфирам, содержащим акцепторную группу в бета-положении с сложноэфирной группе. Впервые реакция была описана в 1978 году американским химиком Эндрю Крапчо.
Реакция протекает через нуклеофильное деалкилирование эфира галогенидом с последующим декарбоксилированием и гидролизом образующегося стабилизированного карбаниона.

## Условия реакции
Реакция проводится в полярных апротонных растворителях, таких как диметилсульфоксид (ДМСО), при высоких температурах, обычно около 150-200 °C.
Реакция протекает под действием различных солей щелочных металлов (хлорид натрия, хлорид лития, цианид калия и цианид натрия). Предполагается, что соли не являются необходимыми для реакции, но значительно ускоряют её по сравнению с реакцией только в присутствии воды.
Сложный эфир должен содержать электроноакцепторную группу в бета-положении. Реакция лучше всего протекает с метиловыми эфирами, которые более подвержены реакциям SN2.

## Механизмы
Механизм до конца не изучен. Однако предложены следующие механизмы для двух различных субстратов.
α,α-Дизамещенный эфир
Для α,α-дизамещенного эфира предполагается, что анион соли атакует R3 по механизму SN2, отщепляя R3 и оставляя отрицательный заряд на кислороде. Затем происходит декарбоксилирование с образованием карбанионного интермедиата. Интермедиат захватывает водород из воды, образуя продукт.

Предложенный механизм реакции α,α-дизамещенных эфиров в реакции декарбоксилирования по Крапчо. R_{1}, R_{2} и R_{3} — любые углеродсодержащие заместители.

Побочные продукты реакции (X-R3 и CO2) часто выделяются в виде газов, что способствует протеканию реакции; энтропия увеличивается, и действует принцип Ле Шателье.
α-Монозамещенный эфир
Для α-монозамещенного эфира предполагается, что анион соли атакует карбонильную группу, образуя отрицательный заряд на кислороде, который затем отщепляет цианоэфир. При добавлении воды цианоэфир гидролизуется с образованием CO2 и спирта, а карбанионный интермедиат протонируется.

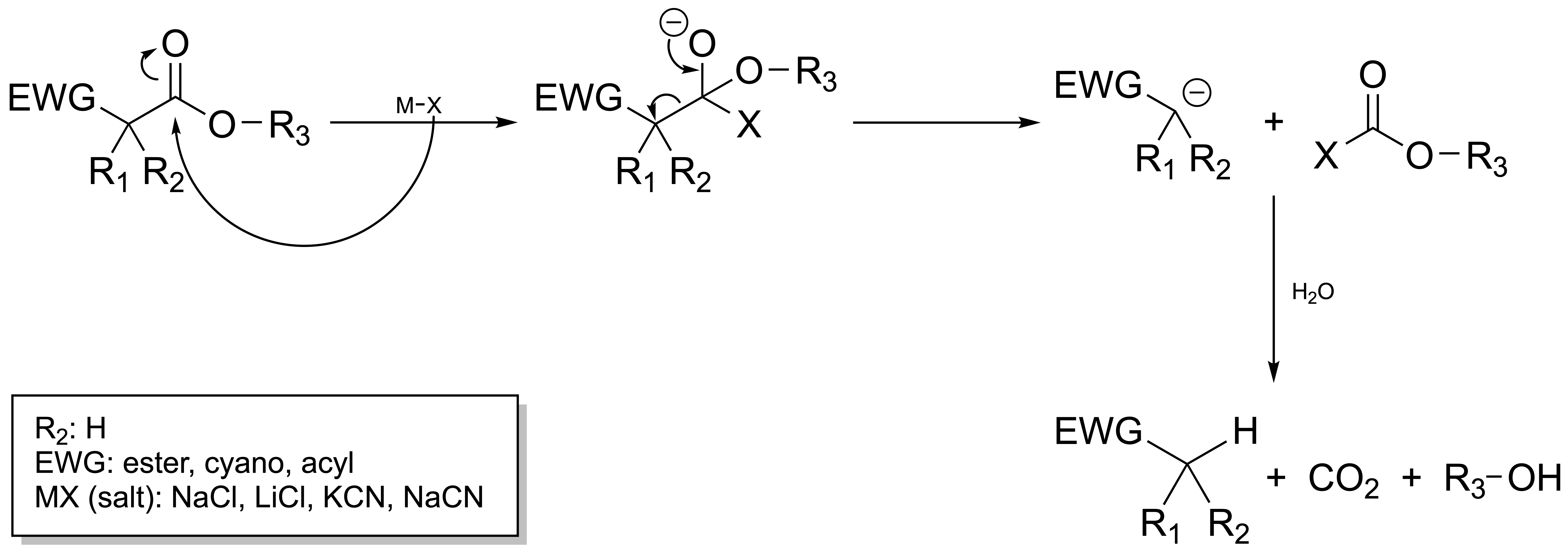
Предложенный механизм реакции α-монозамещенных эфиров в реакции декарбоксилирования по Крапчо. R_{2} — водород.

Побочный продукт этой реакции (CO2) также выделяется в виде газа, что способствует протеканию реакции; энтропия увеличивается, и действует принцип Ле Шателье.

## Преимущества
Декарбоксилирование по Крапчо является сравнительно более простым методом для модификации малоновых эфиров, так как оно расщепляет только одну эфирную группу, не затрагивая другую. Традиционный метод включает омыление с образованием карбоновых кислот, за которым следует декарбоксилирование, а получившаяся монокарбоновая кислота вновь этерифицируется. Кроме того, декарбоксилирование по Крапчо позволяет избежать жёстких щелочных или кислотных условий. В современной органической химии реакция Крапчо находит широкое применение в полном синтезе.